# RMS Oceanic (1899)
El RMS Oceanic fue un transatlántico británico de la naviera White Star Line, construido por los astilleros navales de Harland & Wolff en Belfast (Irlanda del Norte). El 6 de septiembre de 1899 inició su viaje inaugural. Fue el barco de pasajeros más grande del mundo hasta 1901. Con el estallido de la Primera Guerra Mundial, fue dado de alta en la Marina Real Británica el 8 de agosto de 1914 como un crucero mercante armado.
El 25 de agosto de 1914, el recién designado HMS Oceanic partió de Southampton para patrullar las aguas del Norte de Escocia a las Islas Feroe, en particular, el área de alrededor de Shetland. Encalló y naufragó en la Isla de Foula el 8 de septiembre de 1914.

## Historia

### Construcción y diseño

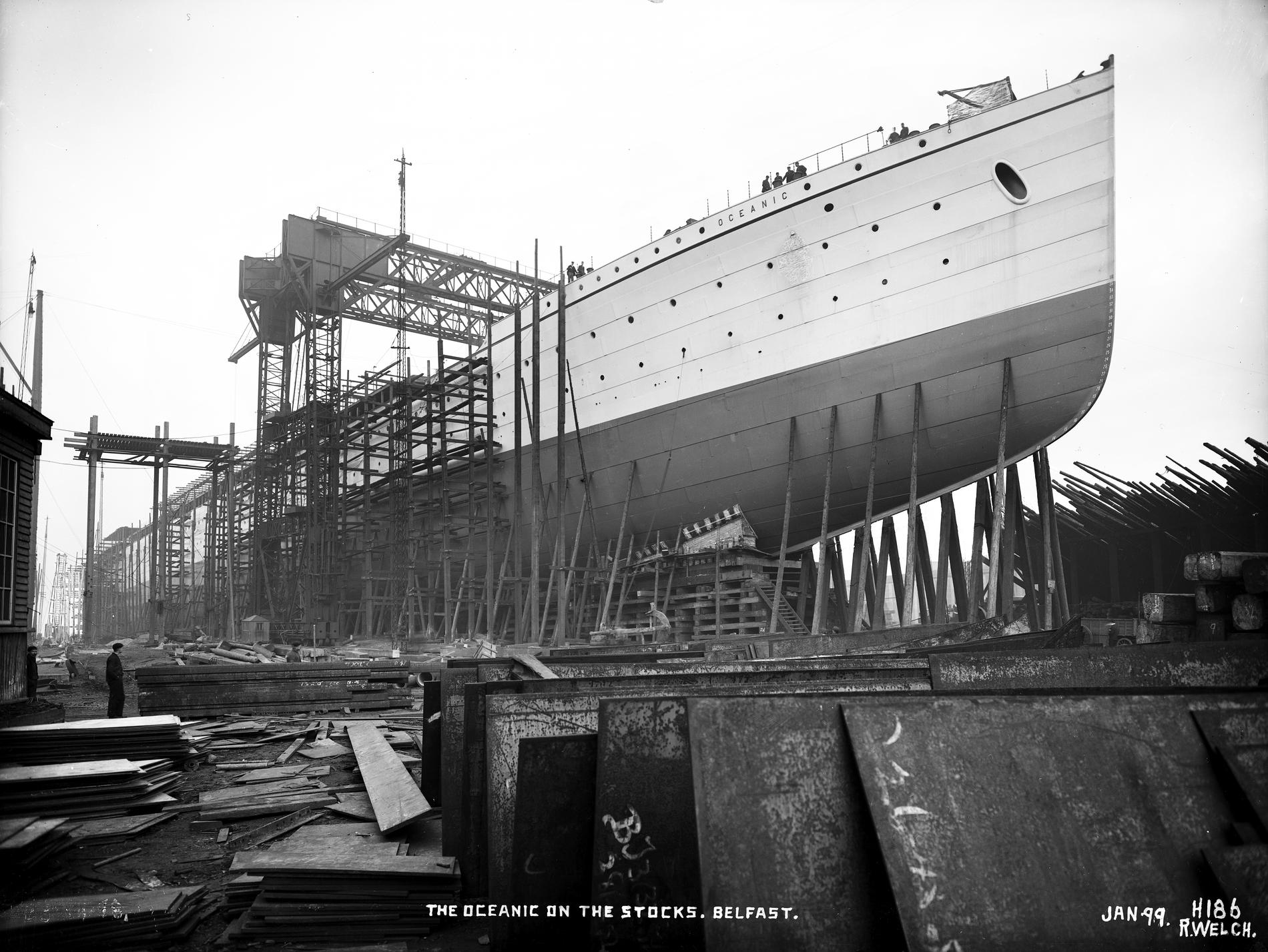
El Oceanic en la dársena del astillero de Harland & Wolff, poco tiempo antes de su botadura, 1899.

La quilla se colocó en enero de 1897, y el barco fue construido bajo la supervisión de su diseñador, Thomas Henry Ismay, presidente, director y propietario de la White Star Line. Era el segundo barco de la White Star en ser bautizado en honor de su empresa matriz (la Oceanic Steam Navigation Company Ltd.), y fue diseñado para ser su buque insignia.
Fue concebido como el primero de dos buques gemelos, pero el segundo navío (que iba a ser llamado Olympic) nunca fue construido debido a la muerte de Ismay. Construido por los astilleros Harland & Wolff, el Oceanic, de 17.272 toneladas de registro bruto, fue dado a conocer como la "Reina del mar" ("Queen of the Ocean"), costó un millón de libras esterlinas, e incluso con el uso de modernos dispositivos de mano de obra más eficientes siguió siendo necesario para completarlo 1500 carpinteros. Fue botado el 14 de enero de 1899, siendo visto por más de 1000 invitados, incluyendo el Marqués de Dufferin, el Duque de Abercorn y el Lord de Londonderry. El puente del Oceanic se integró con su superestructura para darle una vista fluida y limpia. Esta característica de diseño más tarde se excluiría de los próximos cuatro grandes barcos de la White Star, conocidos como los Cuatro Grandes: el RMS Cedric, el RMS Celtic, el RMS Baltic, y el RMS Adriatic. "Nada, pero muy fino", fue la política de Ismay hacia esta nueva aventura.
Era el barco más grande del mundo, y el primero en sobrepasar la longitud (aunque no el tonelaje) del SS Great Eastern, hasta la introducción del Celtic en 1901.
El Oceanic fue construido para transportar más de 1700 pasajeros, con 349 tripulantes. En su autobiografía, Titanic and Other Ships, Charles Lightoller da cuenta de lo que era ser un oficial en este buque.

### Primeros años

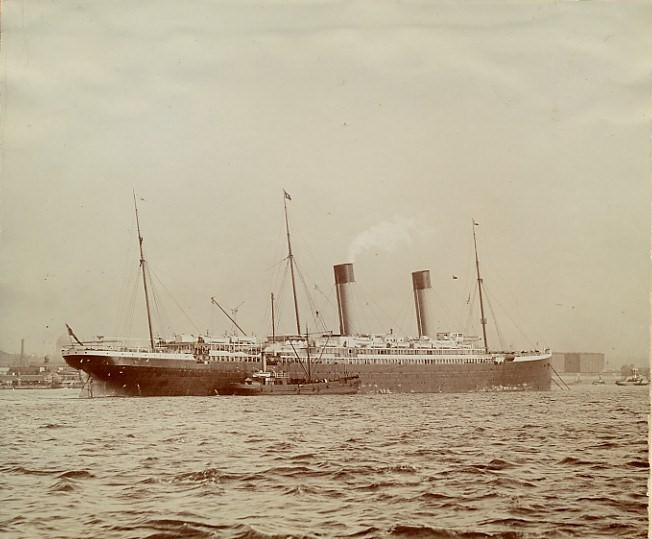
El Oceanic fotografiado en el puerto de Nueva York, en julio de 1907.

Botado el 14 de enero de 1899, el Oceanic realizó su viaje inaugural desde Liverpool a Nueva York el 6 de septiembre de ese año. En 1907, el Oceanic, el RMS Majestic, el RMS Teutonic y el Adriatic comenzaron a realizar travesías saliendo desde el puerto de Southampton, cuando la White Star introdujo su servicio principal allí. El Oceanic se mantuvo en esa ruta hasta 1914.
En 1901, en una densa niebla, el buque estuvo involucrado en una colisión cuando golpeó y hundió al SS Kincora de la Waterford Steamship Company, matando a 7 personas.
En 1905, el Oceanic fue el primer barco de la White Star en sufrir un motín, que dio como resultado la condena y el encarcelamiento de 35 fogoneros molestos con los oficiales sobre las condiciones de trabajo.
El día 13 de mayo de 1912, en el Atlántico norte, el Oceanic recuperó tres cuerpos de víctimas del naufragio del Titanic, los cuales fueron encontrados dentro del bote plegable A, a 200 millas de distancia del lugar de la tragedia.

### Primera Guerra Mundial
Poco después del estallido de la Primera Guerra Mundial en 1914, el Oceanic se incluyó en un acuerdo con el Almirantazgo Británico, y fue dado de alta en el servicio de la Marina Real Británica el 8 de agosto de ese mismo año como un crucero mercante armado. Fue equipado con cañones de 4,7 pulgadas.
El 25 de agosto de 1914, designado con el acrónimo HMS (Hired Military Ship), el Oceanic partió de Southampton para patrullar las aguas del Norte de Escocia a las Islas Feroe, en particular, el área de alrededor de Shetland.

#### Desastre
Una consulta precisa de su posición se hizo en la noche del 7 de septiembre por el teniente David Blair RNR (previamente asignado al Oceanic, reasignado del Titanic). Aunque todo el mundo en el puente pensaba que estaban bien en el suroeste de la isla de Foula, en realidad estaban unas trece o catorce millas fuera de curso y en el lado equivocado de la isla. Esto los colocó directamente en la dirección de un arrecife, el famoso Shaalds de Foula, que plantea una grave amenaza para la navegación. Se hundió en la mañana del 8 de septiembre y fue el primer barco de pasajeros aliado que se perdió en la guerra.

## Interior del Oceanic

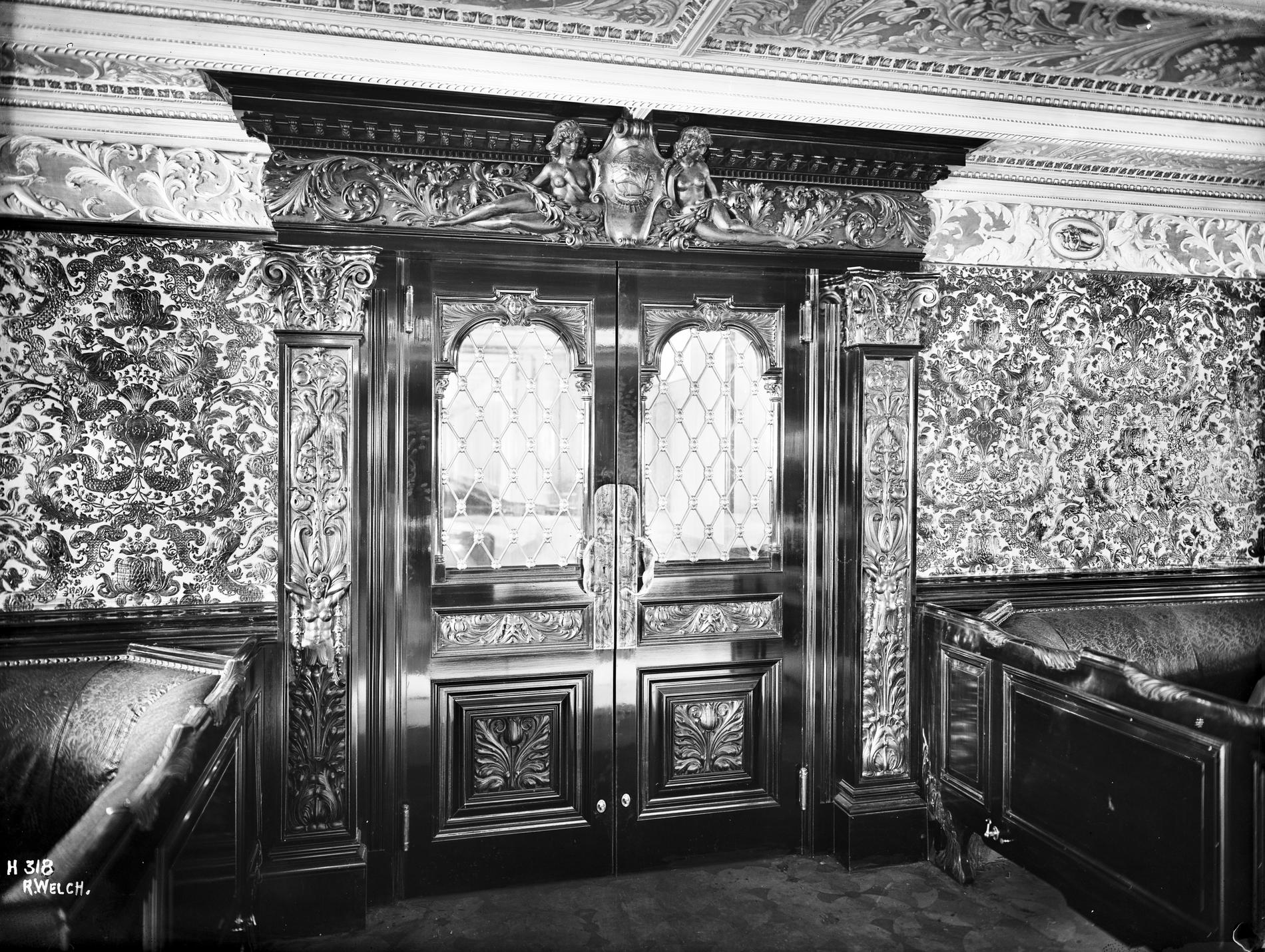
Salón de fumadores del Oceanic, hacia 1910.

El lujo del Oceanic le valió los apodos de "barco del siglo" y "yate de los millonarios de la White Star". Su comedor estaba decorado con amplios ventanales y podía acomodar 400 personas. El barco estaba equipado con un total de 2000 lámparas eléctricas. Su biblioteca también fue muy popular, coronada por una cúpula de vidrio.